# Bulgur

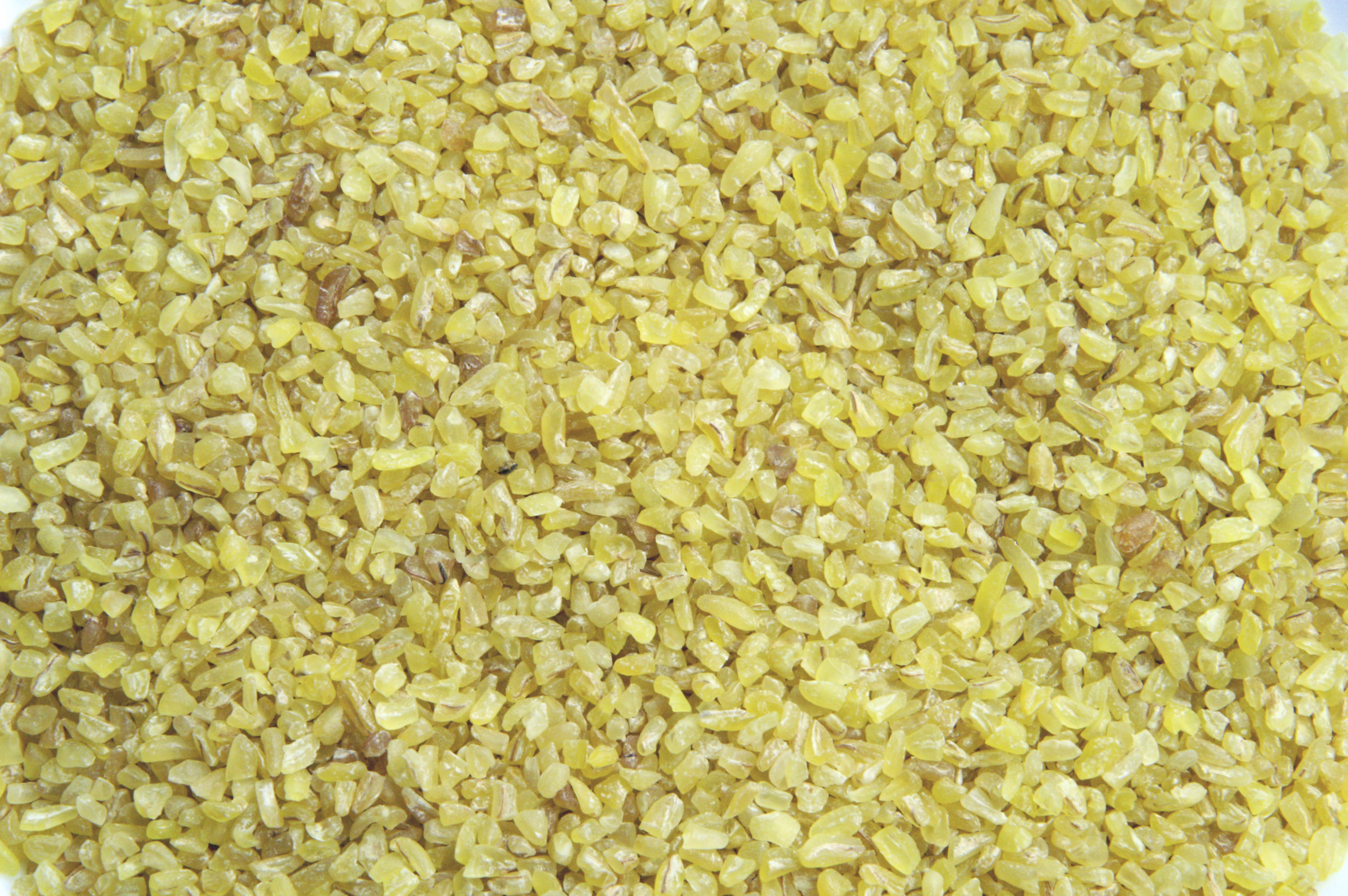
Bulgur crudo.

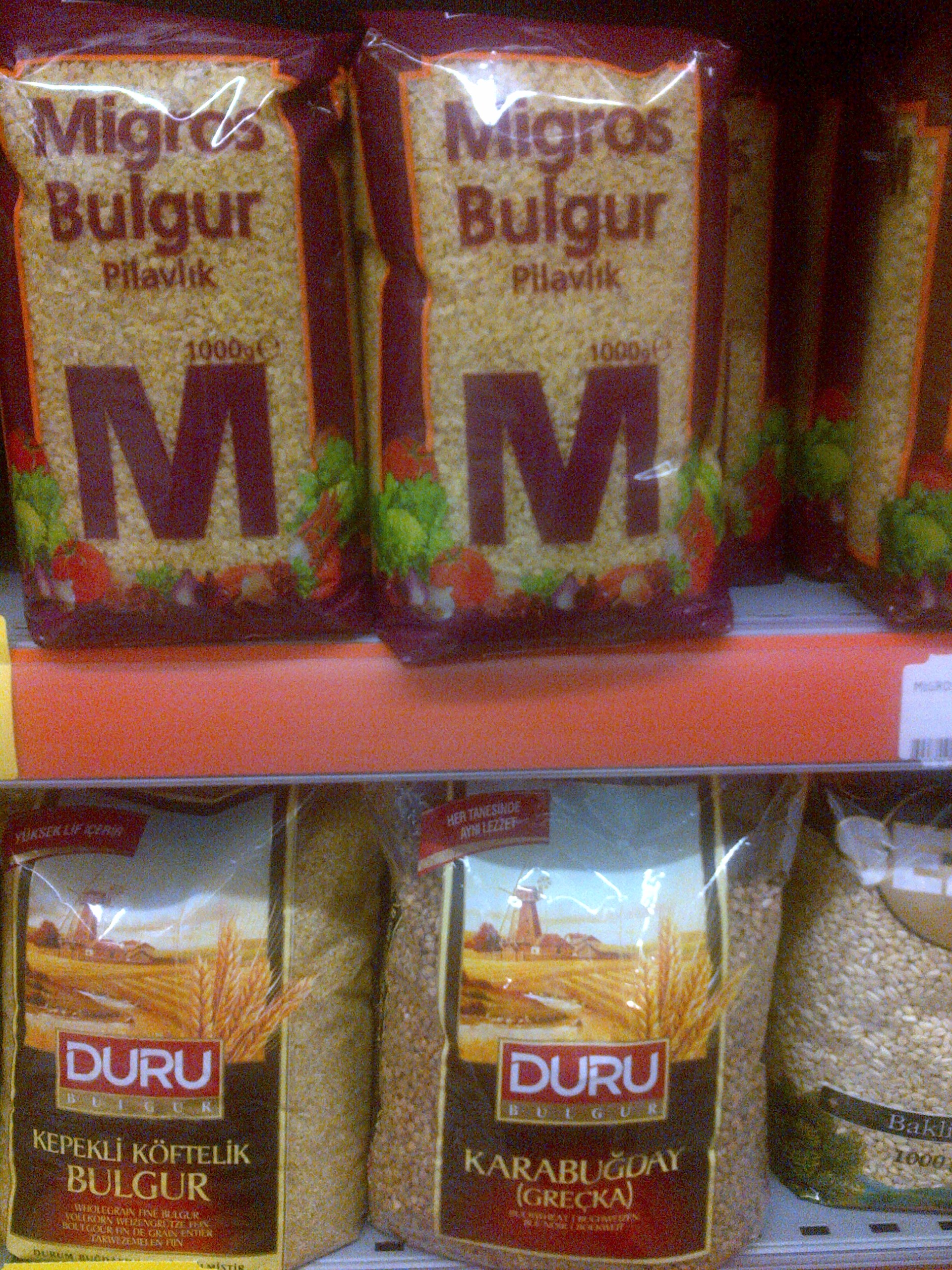
Algunas variantes de bulgur en un supermercado de Turquía.

El bulgur, burghul o burgol[cita requerida] (del árabe برغل; turco bulgur) es un alimento elaborado a partir del trigo. 

## Nombres
Conocido como burghul en los países de Oriente medio (especialmente en Siria, Palestina y Líbano, donde es el ingrediente de platos como tabule, kibbeh y mujaddara) y África del Norte, como bulgur en Turquía y trigo burgol en algunos países de Hispanoamérica. La etimología de la palabra demuestra que tiene origen turco o persa en forma de “burgul”. Es típico de Chipre y algunas zonas de Grecia, donde es conocido como Πλιγούρι pliguri.

## Elaboración

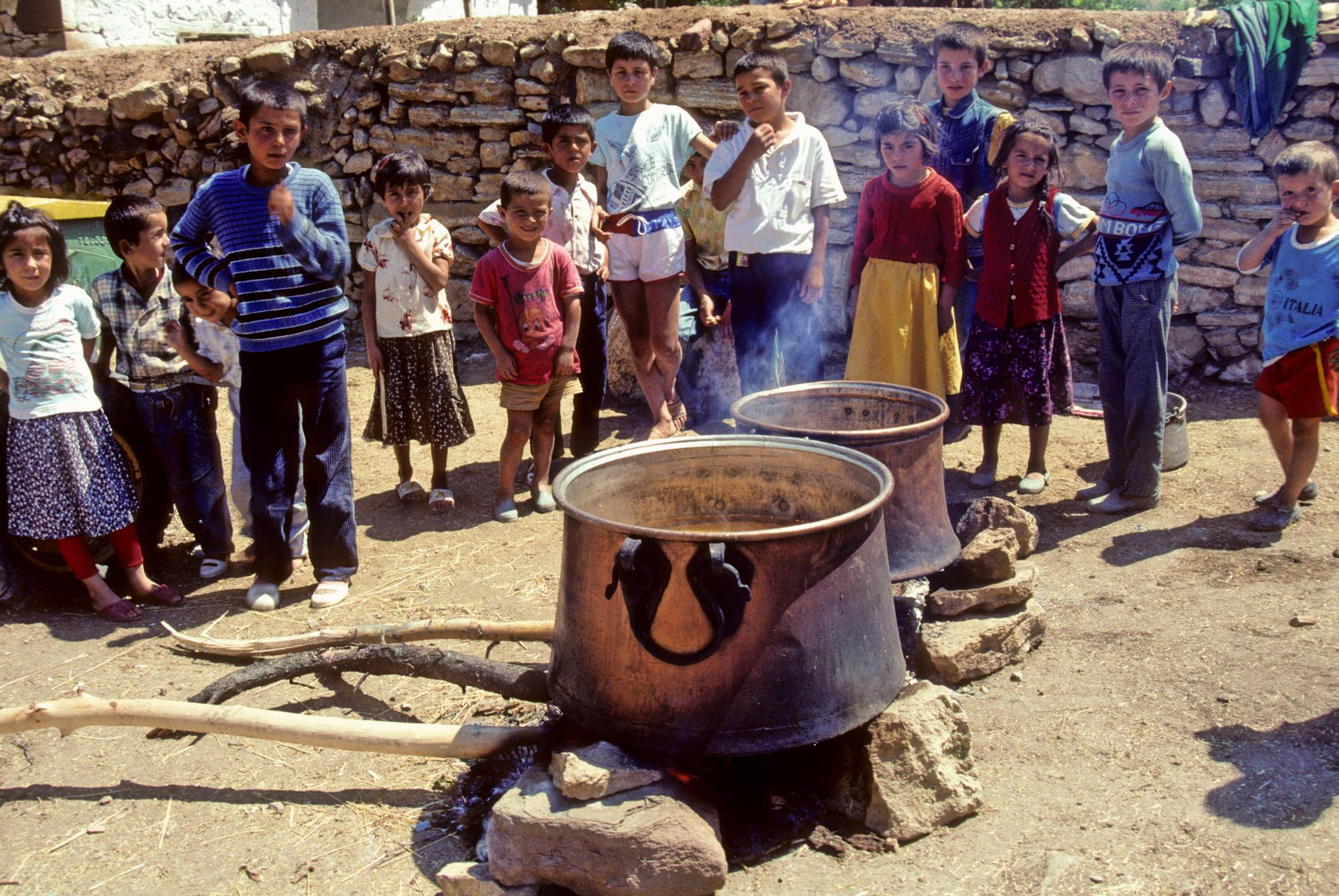
Cocción del trigo para hacer bulgur en un pueblo del centro de Turquía.

Para la elaboración tradicional del bulgur, se cuecen los granos de trigo en un caldero profundo con agua, removiendo a menudo para que la cocción sea uniforme, y añadiendo agua según se vaya consumiendo. Es una cocción larga, primero a fuego vivo y luego más bajo, para que el trigo se cueza lentamente. Una vez hecho, se escurre y se deja secar al sol en las azoteas de las casas durante varios días.
Tras esta operación los granos de trigo son machacados en una operación de molienda que da por resultados unos granos rotos irregulares, se les quita el salvado y se calibran usando cribas y tamices de distinto calibre. Se perfecciona el secado dejando de nuevo el bulgur varios días al sol. Se obtienen tres tipos de bulgur, grueso, fino y muy fino. La larga cocción y el cuidadoso secado del bulgur hacen que se conserve durante mucho tiempo. Por otro lado es un alimento precocinado, lo que permite ahorrar tiempo y combustible en el momento de prepararlo para su consumo.
Se suelen utilizar los tipos diferentes de bulgur en los platos distintos. Mientras que el bulgur grueso se usa más para platos como "Bulgur Pilavı", el bulgur fino y muy fino se usa principalmente en la preparación de los platos típicos como Kısır y Çiğ köfte.

## Contenidos nutricionales

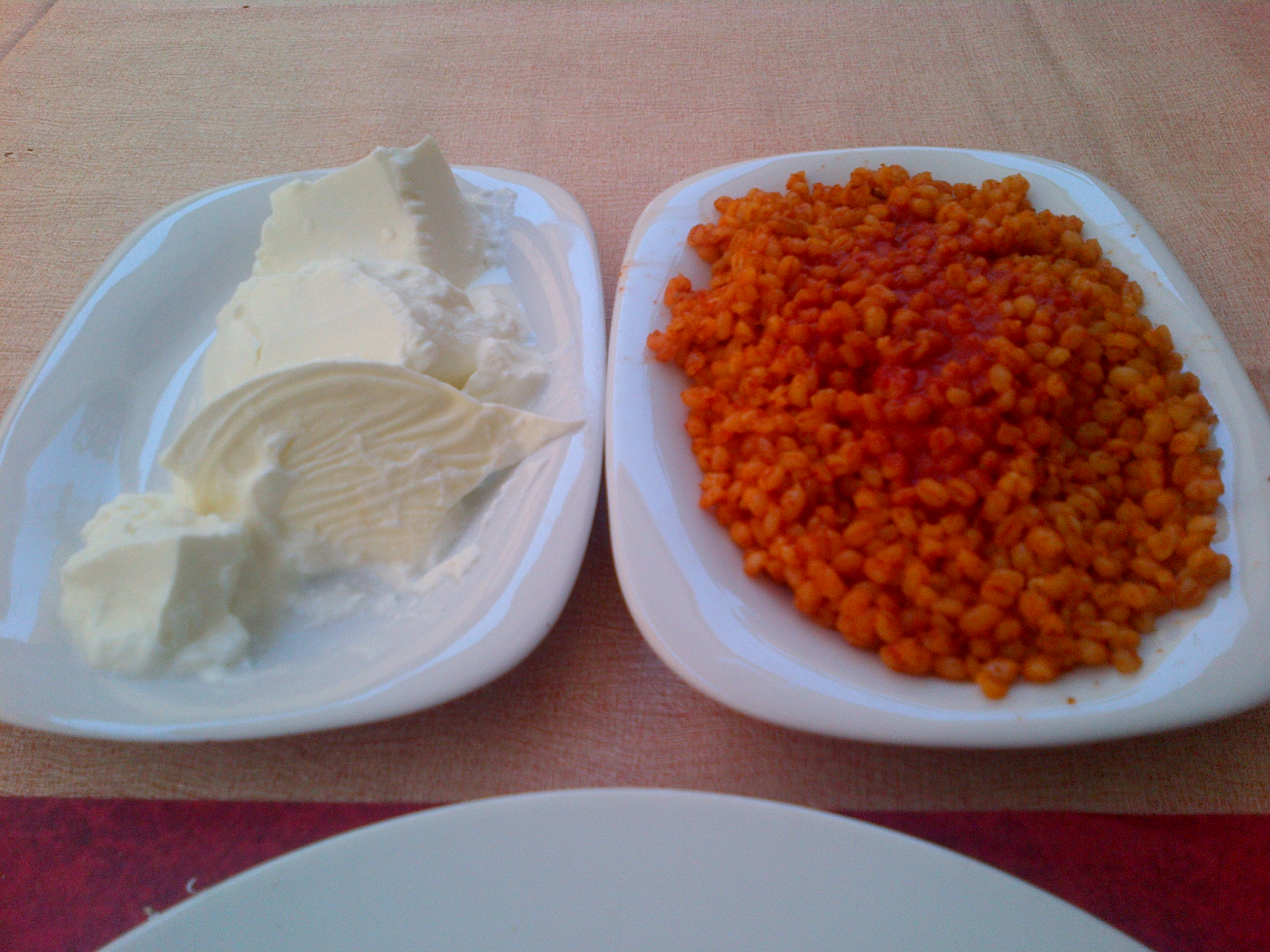
"Bulgur pilavı", una comida turca, con yogur.